# Hyperusia xantholeuca
Hyperusia xantholeuca är en tvåvingeart som beskrevs av Wray Merrill Bowden 1975. Hyperusia xantholeuca ingår i släktet Hyperusia och familjen svävflugor. Inga underarter finns listade i Catalogue of Life.